# Ellen Gracie Northfleet
Ellen Gracie Northfleet (Río de Janeiro, 16 de febrero de 1948) es una jurista brasileña de ascendencia estadounidense, inicialmente procuradora, después desembargadora, y luego ministra del Supremo Tribunal Federal, entre 2000 y 2011, habiendo ejercido la presidencia de la Corte Suprema, en el bienio de 2006 a 2008 por indicación del presidente Fernando Henrique Cardoso.
El 8 de agosto de 2011 el retiro de la ministra del STF (Supremo Tribunal Federal) fue publicada en el Diário Oficial da União.
La Ministra dejó el tribunal sin una despedida formal, y sin haber confirmado oficialmente la decisión de su retiro en la semana anterior a su salida del cargo. Ellen Gracie sólo tenía que abandonar obligatoriamente el Tribunal al completar 70 años de edad.
Con su salida, la Asociación de los Jueces Federales del Brasil divulgó, una nota pública, solicitando que sea indicado un representante de la Magistratura federal para ocupar el lugar desierto por la ministra. Ellen Gracie no era magistrada de carrera, ya que nunca se prestó a concurso público para ser jueza.

## Inicio de su carrera jurídica
Inició los estudios académicos en la Facultad de derecho de la entonces Universidad del Estado de Guanabara, habiendo concluido, en 1970, en Rio Grande do Sul, el Curso de licenciatura en Ciencias Jurídicas y Sociales por la Facultad de Derecho de la Universidade Federal do Rio Grande do Sul. Se graduó, en el nivel de especialización, en Antropología Social, por la Universidad Federal de Rio Grande do Sul, entre 1980 y 1982.

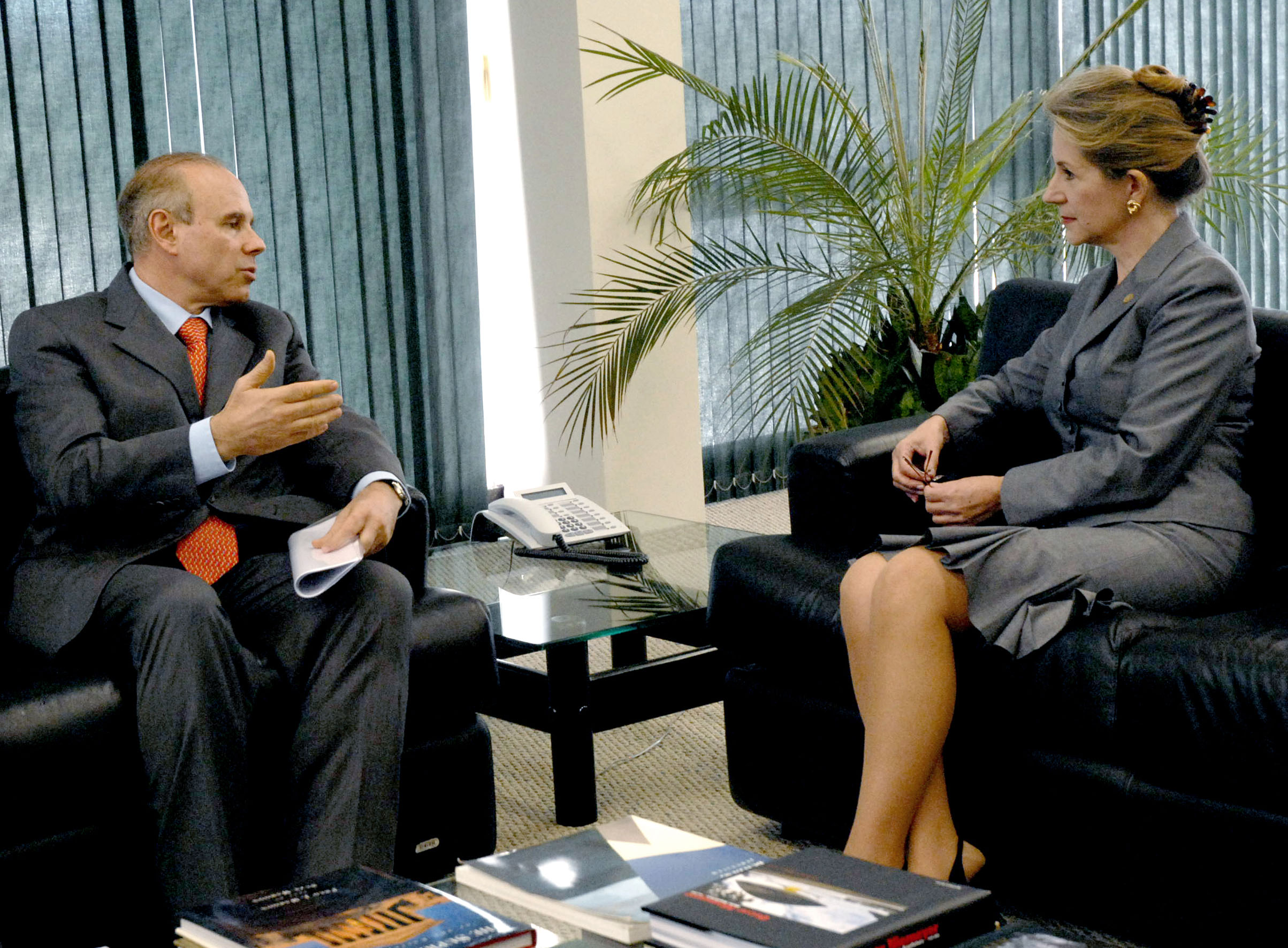
La ministra Ellen Gracie recibe al Ministro de Economía Guido Mantega.

Durante el año lectivo de 1991/1992, fue becaria del Programa Fulbright del Gobierno federal de los Estados Unidos — Programa de Becarios Hubert Humphrey, con vinculación académica de la American University, Washington D.C. School of Public Affairs — Departamento de Justicia, Leyes & Sociedad, donde cursó Complex Organizational Theories in Court Systems and Legal Organizations e Court Management Practices.
Fue jurista en residencia de la Biblioteca del Congreso de los Estados Unidos, habiendo participado de la elaboración del Proyecto GLIN — Global Legal Information Network. Fue aprobada, en 1983, mediante Concurso Público de Pruebas y Títulos para la provisión de vacantes de Profesor por horas en el Departamento de Derecho Privado y Procesal Civil de la Facultad de Derecho de la Universidad Federal de Rio Grande do Sul.
También en concurso de la misma naturaleza, realizado en 1987, fue aprobada como docente del Centro de Ciencias Jurídicas de la Universidade do Vale do Rio dos Sinos, en la disciplina de Derecho Constitucional. Ejerció la abogacía liberal, inicialmente como pasante y, a posteriori a la colación de grado, en el foro de Porto Alegre. Ingresó en el servicio público al ser nombrada en el cargo en comisión como Asistente Técnico, junto al gabinete de la Consultoría General del Estado de Rio Grande do Sul, permaneciendo desde el 11 de octubre de 1971 al 25 de octubre de 1973, período en donde editó la Revista de la Consultoría General.
Integró el Consejo Penitenciario de Rio Grande do Sul, desde el 31 de marzo de 1976 al 14 de marzo de 1978, y también fue miembro del Consejo Deliberativo de la Superintendencia de Desarrollo de la Región Sud (SUDESUL), como representante del Ministerio de Justicia.
Tuvo la aprobación en el Concurso Público de Oposición y Títulos para el cargo de procurador de la República de "tercera categoría", siendo nombrada el 5 de noviembre de 1973, tomando posesión y entrando en el ejercicio pleno, el 7 del mismo mes. Luego fue promovida, por merecimento, a "segunda categoría" el 12 de marzo de 1974, pasando a la "primera categoría", por antigüedad, el 28 de mayo de 1980, cargo que ejerció hasta el 30 de marzo de 1989.
Durante su permanencia en el Ministerio Público Federal ejerció además en el cargo de Procuradora Regional Electoral Sustituta, en las sesiones del Tribunal Regional Eleitoral.

## Tribunal Regional Federal de la 4.ª Región

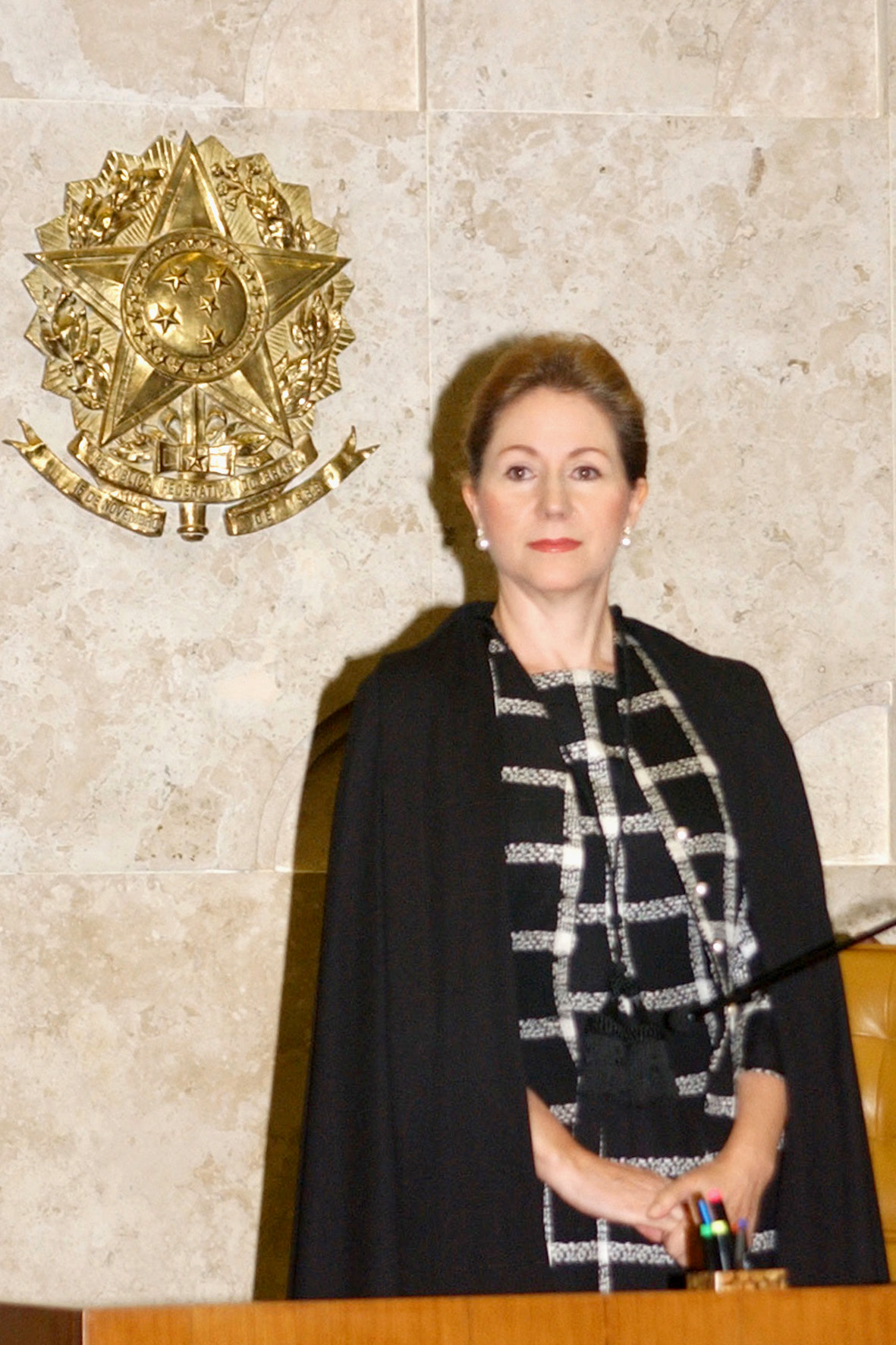
Ellen fue elegida presidente del Supremo Tribunal Federal, en la sesión del 15 de marzo de 2006, bienio 2006-2008, con posesión el día 27 de abril de 2006.

El 22 de marzo de 1989, fue designada para componer el Tribunal Regional Federal de la 4.ª Región, en vacantes destinadas a los miembros del Ministerio Público Federal, tomando posesión y entrando en ejercicio el 31 del mismo mes, siendo señalada por el Plenario, en esa fecha, para componer la Comisión Elaboradora del Reglamento Interno de la Corte. Escogida en reunión plenaria del TRF-4.ª Región, del 22 de agosto de 1990, integró el Tribunal Regional Electoral de Rio Grande do Sul para el bienio 1990-1992. Participó de la Comisión de Estudios y Cursos del TRF-4.ª Región, dedicada al perfeccionamiento de magistrados.
Integró la Comisión Permanente de Magistrados del Centro de Estudios Judiciales del Consejo de la Justicia Federal, como representante del TRF-4.ª Región, ejerciendo esa función hasta el 9 de diciembre de 1994.
A partir del 10 de octubre de 1994, pasó a conformar el Consejo de Administración del TRF-4.ª Región. Fue miembro integrante del 1.er. Turno del Tribunal, desde su creación, pasando a presidir el 4.º Turno (especializada en seguridad social) en diciembre de 1994. Fue elegida por el Pleno del Tribunal Regional Federal de la 4.ª Región, en la sesión del 31 de mayo de 1995, para ejercer el cargo de vicepresidente del Tribunal, tomando posesión el 21 de junio de 1995.
En la sesión plenaria del 28 de mayo de 1997, fue elegida para ejercer el cargo de Presidenta del Tribunal Regional Federal de la 4.ª Región, en el bienio 1997-1999, tomando posesión el 20 de junio de 1997, habiendo dedicado su administración a las metas de expansión e interiorización de la Corte Federal de Primera Instancia, y la racionalización de los servicios judiciales. Al término de su gestión, pasó a presidir el 1.er Turno del Tribunal Regional Federal de la 4.ª Región.

## La primera mujer en el STF
Por decreto del 23 de noviembre de 2000, publicado en el Boletín Oficial del día inmediato, fue nombrada, por el presidente Fernando Henrique Cardoso, para ejercer el cargo de ministra del Supremo Tribunal Federal, en la vacante producida por la jubilación del ministro Octavio Gallotti.
Tomó posesión el 14 de diciembre de 2000, tornándose en la primera mujer en integrar la Suprema Corte del Brasil, desde su creación. Fue también electa jueza substituta del Tribunal Superior Electoral en la sesión del 8 de febrero de 2001 y, el 20 de febrero de 2003, fue elegida como vicepresidenta de esa Corte electoral.
Por último fue elegida presidenta del Supremo Tribunal Federal en la sesión del 15 de marzo de 2006, para el bienio 2006-2007, con posesión el día 27 de abril de 2006.

## Honores

### Condecoraciones
En el año de 2004, recibió la Medalla Moisés Viana de Mérito Electoral, concedida por el Tribunal Regional Electoral de Rio Grande do Sul.